# 机场站 (纽卡斯尔)
机场站（英語：Airport Station），位于英国泰恩河畔纽卡斯尔的纽卡斯尔机场航站楼西南侧，是泰恩－威爾地鐵绿线的终点站。车站为半地下站，站厅与航站楼由一条带顶棚的通道相连。

## 历史
机场站是绿线于1991年末向北延伸而扩建的车站。绿线延伸之前的北端终点站是位于纽卡斯尔机场东南方向的2英里处的堤岸脚站，乘客若需前往机场，必须在该站下车并换乘M77线班车。随后运输署耗资1200万英镑将绿线向北延伸两站至机场，最终机场站随延伸线于1991年11月17日投入运营。北延线的一段线位利用了20世纪80年代废弃的庞蒂兰-达拉斯庄园支线铁路，虽然延伸线并不到达庞蒂兰与达拉斯庄园，但若需继续扩建，只需再申请0.2英里的铁路地役用地。 
在2014年的消费者协会进行的一项调查中，泰恩－威爾地鐵为纽卡斯尔机场提供的地铁服务被评为英国旅客满意度最高的机场铁路服务之一，只有连接伯明翰国际机场的城际列车的评价高于泰恩－威尔地铁在纽卡斯尔机场的服务。 

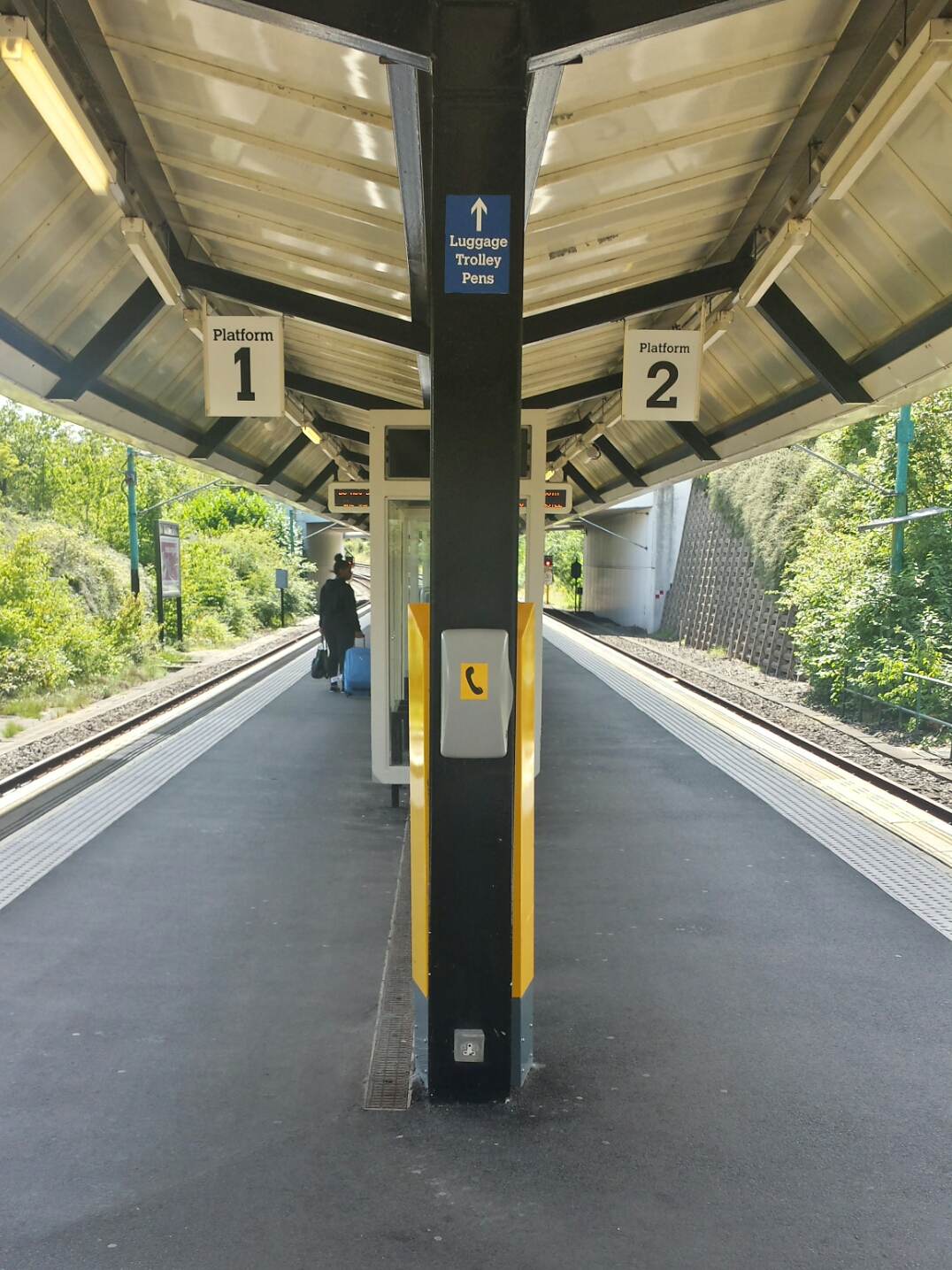
车站站台

## 服务
机场站发出的列车经由泰恩河畔纽卡斯尔和桑德兰市中心，最终抵达南希尔顿。线路列车的运行间隔为平日白天每12分钟一班，晚上每15分钟一班，周日的运行间隔为全天15分钟一班。列车到达纽卡斯尔中心需耗时约24分钟，抵达桑德兰站需耗时约55分钟。 
机场站的服务在平日的05:37开始，周六和周日会延后一段时间。绿线至南希尔顿的末班车时间为22:39，其后续第一班列车只运行至桑德兰站，其他列车运行至佩尔兰站 。加班列车开行至00:01，列车只运营至瑞金中心，随后返回地铁车辆段。